# Apolo (DC Comics)
Apolo (Apollo en inglés) es un personaje ficticio, un dios dentro de universo de DC Comics. Está basado en la deidad de la mitología griega del mismo nombre. Apolo es el dios del luz, la música, la poesía, los oráculos, la curación y la medicina, y hermano gemelo de Artemisa. Aparece principalmente en las historias de Mujer Maravilla, Superman y Aquaman.
Es un personaje diferente a Apolo, el superhéroe arquetipo de Superman conocido por las historias de Stormwatch y The Authority. Aunque solo comparten el nombre ambos personajes son homosexuales. En la historia Midnighter and Apollo ambos personajes se encuentran, y, en esta historia se presenta a Jacinto quien es el amante del dios Apolo, siendo similar a la mitología griega.

## Historia de la publicación
Apolo apreció por primera vez en Wonder Woman Vol. 1 #3 (febrero de 1943) y fue creado por William Moulton Marston y Harry G. Peter. Como parte de Los nuevos 52 (un reinicio de las historia de DC Comics) el personaje fue recreado por el escritor Brian Azzarello y el artista Cliff Chiang con una apariencia y personalidad diferente además de adoptar el nombre de Febo Apolo (Phoebus Apollo).

## Biografía del personaje
Apolo es el dios griego de la luz, la verdad, la profecía, la medicina, la curación, la peste, la música, la poesía, el tiro con arco, y las artes, asociado también con el sol. Apolo pertenece a los dioses del olimpo al ser hijo de Zeus y de Leto y hermano gemelo de Artemisa.

### Guerra de los Dioses
La hechicera Circe, crea un hechizo conocido como Fuego del infierno en un intento de destruir a la diosa Gea y traer devuelta a Hécate. Para cumplir su propósito ella despertó a los dioses de la antigua Roma así como a los de la antigua Grecia y los manipuló para luchar entre sí por la supremacía de los cielos, Apolo pelea contra su contraparte romana Febo al igual que los demás dioses. Una vez terminada la guerra, los dioses griegos se unieron para unirse a Cronos y los otros Titanes del mito, dejando el Nuevo Olimpo a los dioses romanos.

### Los nuevos 52
Apolo es informado por el oráculo sobre una profecía de un hijo de Zeus que mata a uno de sus hermanos para apoderarse del poder, pero este hijo todavía no existe. Apolo desea el trono se Zeus ahora que este ha desaparecido, este mira al último hijo de Zeus como una amenaza esto debido a la profecía.
Luego de llegar hasta un lugar donde se encontraba Ares en medio de cadáveres, Apolo le informa que Zeus a desaparecido y ni siquiera los oráculos conocen su paradero. Ares conociendo que Zeus solo podía ser asesinado por su propia sangre le dice que el no ha sido, Apolo sabiendo que es verdad pide una alianza con Ares para poder llegar al trono pero este se marcha sin darle respuesta.
Apolo hace un trato con Hera para poder obtener el trono a cambio asesinaría a Zola la mujer con la que Zeus estuvo y de quien espera un hijo. El junto a Artemisa capturan a la mujer y Hera acepte a cumplir su trato dándole el trono y perdiendo sus poderes ya que Apolo se los arrebataría por su desconfianza hacia ella. Para evitar la profecía, Apolo se disponía a matar a Zeke el hijo de Zeus pero este estaba al cuidado de Mujer Maravilla. El dios accede a dejarlo libre solo con la condición de que si este fuera el niño de la profecía ella misma deberá matarlo.
En el Olimpo, Apolo organiza una reunión donde invita a los hijos dioses más poderosos de Zeus, Ares se muestra molesto por no haber invitado a Atenea pero Apolo lo evade. A pesar de haber hecho un trato con Mujer Maravilla Apolo no confiaba en ella e intentaba que sus hermanos desconfiaran igualmente,
Artemisa, Apolo y Dionisio se reúnen, Dionisio les cuenta que Ares se alió con Mujer Maravilla para proteger al hijo de Zola por lo que Artemisa decide ir por el niño, Apolo le advierte a su hermana que no permita que su confianza la domine como en su último combate contra Mujer Maravilla pues esto fue lo que la hizo perder la última vez. Poseidón decide avisarles que su verdadera amenaza no es Zeke, el hijo de Zola, sino First Born el primer hijo de Zeus y Hera quien estuvo cautivo por siete mil años en el Inframundo, ahora que está libre desea convertirse en el rey del Olimpo. Apolo se convierte en espectador mientras Mujer Maravilla lucha contra First Born, al caer este malherido Apolo lo toma y se lo lleva convirtiéndolo en su prisionero.
Los principales dioses del Olimpo están reunidos y en medio de estos se encuentra First Born prisionero. Apolo empieza la reunión y se da cuenta de que Diana la nueva integrante no esta, Hermes la encuentra y se teletransporta con ella al Olimpo, Apolo intenta hacer que el Olimpo este en paz pero Eris  llega y advierte que será la nueva diosa de la guerra y además de ser la que asesine con sus propias mano a Mujer Maravilla para vengar a Ares.
Después de un tiempo de torturar a First Born para que le ofrezca su lealtad, este se libera, Apolo mantiene un fuerte batalla contra el pero durante la pelea se da cuenta de que no podrá vencerlo. Apolo decide sacrificarse haciendo explotar su cuerpo en un intento de asesinar a First Born, sin embargo su muerte resulta en vano ya que este sobrevive al impacto. Tiempo después, se muestra que como último acto antes de morir le devuelve sus poderes a Hera. Aunque este es revivido más tarde junto con Ares y Donna Troy como el destino mismo.
En la tierra, luego de liberarse Doomsday este ataca a Mujer Maravilla, quebrandole ambos  brazos, pero repentinamente desaparece. Superman la lleva a la Fortaleza de la Soledad donde le muestra a Doomsday y le dice que este se encuentra en la Zona Fantasma. Preocupados de que este se escape y no poder detenerlo, ambos se dirigen al taller de Hefesto con el objetivo de que este les construya una armadura poderosa para ellos, Apolo y Eris aparecen y se burlan de la relación que estos mantienen, posteriormente Superman y Apolo entran en un batalla y Apolo le dispara luz solar sin saber que esto potencia los poderes de Superman, luego de esto Apolo es derrotado por Superman. Después de esto Zod y Faora quienes también estaban encerrados escapan, utilizando la armadura que les hizo Hefesto Superman y Mujer Maravilla los derrotan después de una larga batalla, desde el Olimpo, Apolo ve la batalla y les dispara un rayo de luz potenciando sus poderes al máximo. Zod y Faora comienzan nuevamente la batalla esta vez con ventaja, Apolo promete que esto es lo que Superman consigue por meterse con él. Zod y Faora abren el camino a Warworld, cuyos ejércitos pretenden llevar a la victoria sobre el planeta Tierra. Al final tanto Zod como Faora son derrotados.
En la historia Deathstroke #7 Hefesto contacta a Slade Wilson para ofrecerle un trabajo que consistía en derrotar a uno de los dioses olímpicos, Slade toma el trabajo y Hefesto le otorga la "Mata dioses". El contrato de Slade consistía en matar al Titán Jápeto. Slade viaja al Tátaro donde encuentra una estatua de Apolo.

### DC Renacimiento
Después del evento DC: Renacimiento, Apolo tomó la forma de un ratón y comenzó a ayudar a la Mujer Maravilla con varios otros dioses.

## Apariencia
La apariencia de Apolo originalmente era similar a la de un humano común, pero a partir del reinicio del universo DC en The New 52 su apariencia parece estar dictada por la posición del sol de la misma forma que la hermana de Artemis está dictada por la de la luna. Cuando el sol sale él se convierte en un hombre ardiente, 
lo suficientemente caliente como para quemar humanos y dejarlos en cenizas en cuestión de segundos. Pero sin el sol Apolo aparecerá hecho de vidrio volcánico oscuro, como el ónix, con un brillo naranja en los ojos. Normalmente parece preferir irradiar sabor y tiende a vestir trajes, pero como el resto de los dioses no usa zapatos.

## Poderes y habilidades
Apolo posee los poderes clásicos de un dios (fuerza, velocidad, resistencia y agilidad sobrehumanas) además de vitalidad, eterna juventud e inmortalidad. Es inmune a enfermedades y normalmente no puede ser dañado por ningún arma de la tierra, pero en caso de ser dañado puede curarse rápidamente. Al ser el dios del sol y la luz puede proyectar energía ya sea como luz solar o en forma de calor, puede viajar dimensionalmente entre el Olimpo y tierra, observarla desde el Olimpo, así como también puede usar sus poderes para afectar la tierra directamente desde el Olimpo o enviar artefactos a la tierra. Apolo puede comunicarse mentalmente con sus adoradores, transmitiendo su imagen a un rango interdimensional. Este también es capaz de generar piroquinesis, explosión térmica e incineración. Posee más fuerza y resistencia que la mayoría de los demás dioses,
Dentro de sus armas se encuentra como más frecuente un arco y flecha (al igual que Artemisa) pero también ha utilizado una espada llameante llamada "Sunblade" la espada creada por Hefesto para Apolo en los albores de la civilización humana, como una de las doce armas creadas para cada miembro de los Dioses del Olimpo.

## En otros medios

### Televisión
- Apolo aparece en la serie animada DC Super Hero Girls.

### Película

#### Animado
- Aunque no aparecen en Justice League: War el y otros dioses son mencionados brevemente por Mujer Maravilla durante una conversación con Superman sobre los otros cinco héroes, haciendo referencia a Batman como Hades (que es igual de oscuro y misterioso), Linterna Verde como Apollo (el Dios de la Luz), Flash como Hermes (el Mensajero del Olimpo y Dios de la Velocidad), Cyborg como Hefesto (el Herrero del Olimpo y Dios del Metal) y Shazam como Zeus (Dios del Rayo).

#### Acción en vivo
- Apolo al igual que otros dioses aparecen el la película de acción en vivo de 2017 Wonder Woman, durante un Flashback al comienzo de la historia se muestran ilustraciones de los dioses quien se cuenta fueron asesinados por Ares. Ares aparece cono uno de los antagonistas de la película interpretado por David Thewlis.[27]

### Videojuegos
- Apolo aparece en el juego Injustice: Dioses entre nosotros